# Katete (Distrikt)

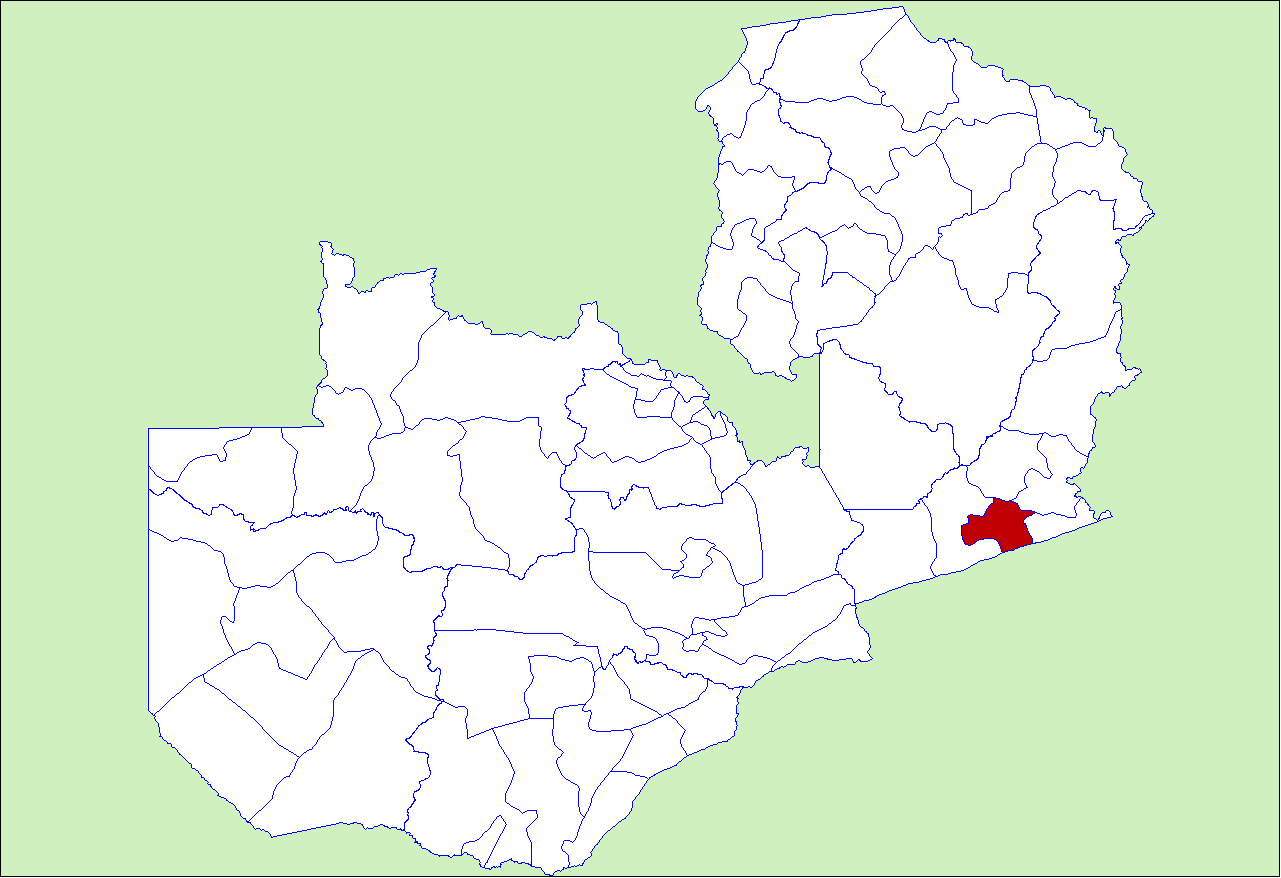
Ehemalige Ausdehnung des Distriktes bis 2012

Katete ist einer von fünfzehn Distrikten in der Provinz Ostprovinz in Sambia. Er hat eine Fläche von 2456 km² und es leben 214.070 Menschen in ihm (2022). Die Hauptstadt ist Katete. Der Distrikt musste 2012 ebenso wie Petauke, bei der Gründung des Distriktes Sinda, einen Teil seiner Fläche an diesen abgeben.

## Geografie
Der Distrikt liegt etwa 400 Kilometer östlich von Lusaka. Er liegt in der Mitte, in Bereich der Hauptstadt, auf einer Höhe von etwa 1000 m und fällt nach Norden Richtung Fluss Luangwa bis auf etwa 800 m, und im Süden, zur Grenze mit Mosambik bis auf etwa 900 m ab. Im Distrikt entspringt der Lunangwa Nebenfluss Lupande und die nordwestliche Grenze wird von dessen Nebenfluss Nyamadzi gebildet.
Der Distrikt grenzt im Westen an die Distrikte Sinda und Lusangazi, im Norden an Mambwe, im Osten an Kasenengwa, Chipata und Chadiza und im Süden an die Distrikte Chifunde und Marávia in der Provinz Tete in Mosambik.
Katete ist in 18 Wards aufgeteilt:
- Chavuka
- Chimtende
- Chimwa
- Chindwale
- Dole
- Kadula
- Kafumbwe
- Kapangulula
- Kapoche
- Katiula
- Kazala
- Lukweta
- Matunga
- Milanzi
- Mkaika
- Mphangwe
- Mwandafisi
- Vulamkoko

## Wirtschaft
Katete ist wie der benachbarte Distrikt Chadiza ein Baumwollanbaugebiet. Beide hatten 2005 ein Steueraufkommen aus Baumwolle von 600.000 US-Dollar. Im Weiteren ist es agrarisch geprägt mit Viehhaltung. Rinder, Ziegen, Schweine und Hühner werden gehalten. Die Böden sind arm an Stickstoff, ausgelaugt durch Maisanbau ohne Düngung. Bäume zur Bodenbesserung zu pflanzen, wurde ab 1994 eines der Ziele in dieser Region und zeigt gute Ergebnisse, so dass „Agroforestry“ inzwischen ein Selbstläufer unter den Bauern ist. Inzwischen können mit Bewässerung zwei Ernten im Jahr erzielt werden, da ein tiefer Brunnen gebohrt wurde.
Der Distrikt Katete ist eher bekannt für Unterernährung, von der die Hälfte der Einwohner betroffen ist. Baumwollbauern, die auf vertraglicher Basis anbauen, konnten 2005 ein Jahreseinkommen von 1000 Euro erreichen. Die Hauptprobleme sind die geringen Niederschläge und die Bodenerosion wegen der Holzeinschläge zur Bodengewinnung und Holzkohleerzeugung. Das Straßennetz im Distrikt gilt als ausreichend, doch ungenügend gepflegt. Viele Verbindungen sind während der Regenzeit unpassierbar.